# Duguetia yeshidan
Duguetia yeshidan este o specie de plante angiosperme din genul Duguetia, familia Annonaceae, descrisă de Noel Yvri Sandwith. Conform Catalogue of Life specia Duguetia yeshidan nu are subspecii cunoscute.